# Коростишівське родовище граніту
Коростишівське родовище граніту — родовище поблизу міста Коростишева (Житомирська область, Україна). 
В геоструктурному відношенні пов'язане з Волино-Подільським тектонічним блоком Українського щита. Площа 9,5 га (дані за 1990 р). 
Добувають граніт сірий та червоний, габро і лабрадорит. Граніт середньозернистий, порфіроподібний, ранньопротерозойського віку. Граніти розробляються кар'єрами, потужність розкрівлі (вивітрілі граніти, жорства, антропогенові піщано-глинисті відклади) — від 0,5 до 14 м. Добувають блоки. Розвідані запаси гранітів, придатних на блоки,— 3 млн м³ (дані за 1987 р), на щебінь — понад 10 млн м³. 
З блоків виготовляють тесано-поліровані вироби: облицьовувальні плити, східці, бордюри, надмогильні пам'ятники, гробівці тощо. 
Коростишівським гранітом облицьовані станції Московського метро, прикрашено Хрещатик у Києві. 
Нині значна частина родовища належить Відкритому акціонерному товариству «Коростишівський гранітний кар'єр». Продукція підприємства знана по всій Україні та експортується у різні країни світу. 